# کاترین الیس
کاترین جین "جینی" الیس (متولد ۱۸۱۳–۱۳ آوریل ۱۸۶۴) روزنامه‌نگار و هنرمند بریتانیایی با اصلیت اسکاتلندی بود. او بیشتر به خاطر وقایع‌نگاری و نقاشی‌های آبرنگش در سفر به کانادا در سال ۱۸۳۸ سرشناسی دارد، جایی که او و خواهرش در نبرد بوهارنوآ اسیر شدند.

## پیشینه
الیس، نجیب‌زاده اسکاتلندی، زن جوان زیبایی بود که عاشق شوهرش بود. او چند زبانه بود، به زبان‌های گالیک، انگلیسی، ایتالیایی و فرانسوی صحبت می‌کرد، اگرچه استعداد او در هنرهای موسیقی تسلط او بر ویولن و پیانو و همچنین مراحل آواز و رقص او (ترجیحاً رقص اسکاتلندی) بود. او همچنین یک نقاش بود، صحنه‌های مختلفی را که در طول سفرهایش در کانادا شاهد بود، با آبرنگ نقاشی کرد، همچنین آنچه از دفتر خاطرات او برمی‌داشت می‌شود او را زنی توصیف می‌کند که دارای فرهنگ رفتاری با عامه مردم است. او به تئاتر می‌رفت، شعر می‌سرود، و به آواز علاقمند بود و اغلب در مسابقات اسب دوانی شرکت می‌کرد و همواره در زندگی روحیه بالایی داشت.

## اوایل زندگی و ازدواج
او در سال ۱۸۱۳، به عنوان دومین دختر از هشت فرزند اگلانتین کاترین فوردایس (۱۷۸۹–۱۸۵۱) و سر رابرت بالفور به دنیا آمد. او به ایتالیایی و فرانسوی صحبت می‌کرد، یک نقاش و آبرنگ کار ماهر بود و پیانو و گیتار می‌نواخت. او در ۱۵ ژوئیه ۱۸۳۴ با ادوارد الیس ازدواج کرد. همسرش رئیس دفتر فرماندار کل کانادا بود.
در ۲۴ آوریل ۱۸۳۸، او به همراه همسرش ادوارد الیس همراه، جان لمبتون، ارل اول دورهام، که به فرمانداری کل کانادا منصوب شده بود با کشتی هستینگ به مقصد کانادا حرکت کردند.

## اسارت در نبرد بوهارنوآ

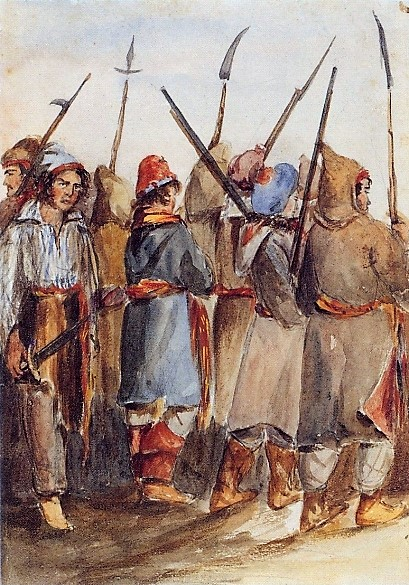
یک پرتره در نوامبر ۱۸۳۸ توسط الیس

در طول نبرد بوهارنوآ، او، همسرش و خواهرش - همراه با دیگر اعضای خانواده شوهرش - در یک محاصره شبانه به رهبری فرانسوا-ماری-توماس شوالیه دو لورمیه غافلگیر و سپس به عنوان زندانی نگهداری شدند. شوهرش جدا نگه داشته شد. الیس با شورشیان مذاکره کرد و به آنها اجازه داده شد تا در خانه کشیش کاتولیک منطقه بروند، و برای غذا از گوشت و شیر دام‌های متعلق به الیس استفاده کنند. در نهایت ۶۲ نفر را که در خانه ای به نام خانه الیس اسیر شده بودند، اینگونه نگهداری کنند. خود وی خانه را به یک زندان عادی توصیف می‌کند.
در روز، ۱۰ نوامبر ۱۸۳۸، بریتانیا در نبرد پیروز شد، رهبران شورشیان اسیر شدند و زندانیان وفادار آزاد شدند. خانم الیس یک دفتر خاطرات نوشته بود و طرح‌هایی از مناظر کشیده بود. لرد دورهام در ۹ اکتبر ۱۸۳۸ استعفا داده بود و به انگلستان بازگشت، خانواده الیس نیز قرار بود در ۹ نوامبر به سفرشان پایان دهند، اما در آن زمان اسیر بودند. این خانواده سرانجام در ۲۶ دسامبر ۱۸۳۸ به انگلستان بازگشتند

## هنر
کاترین الیس طراحی را نزد استاد طراحی لرد دورهام، کوک اسمیت، آموخت که به کاترین و لیدی دورهام در کانادا درس می‌داد.
تصاویر آبرنگ الیس از جنبه‌هایی از شورش ۱۸۳۷، نقاشی شده در زمان اقامت دربوآرنوآ، کبک، و همچنین آثار دیگری که مربوط به کبک هستند، در آلبوم هنری او گنجانده شده‌است که اکنون در کتابخانه و بایگانی‌های کانادا به همراه دفتر خاطرات او نگهداری می‌شود.

## پس از بازگشت
پدرشوهرش، ادوارد الیس - که از او خواسته بود خاطرات سفر به کانادا را بنویسد مکرراً میزبان بازدیدکنندگان برجسته اسکاتلند بود، در ۱۸۵۹ ریچارد دویل میهمان آنها بود و یک دفتر خاطرات مصور از سفر به جزایر رونا و سکای به او داده شد.
در سال ۱۸۵۳، خواهرش، اگلانتین تینا، با پسر عموی شوهرش، رابرت الیس (۱۸۱۶–۱۸۵۸)، پسر ژنرال رابرت الیس ازدواج کرد.
پس از مرگ او، در سال ۱۸۶۴، ادوارد الیس دوباره ازدواج کرد.